# Beyond the Shrouded Horizon
Beyond the Shrouded Horizon je studiové album Stevea Hacketta, vydané 27. září 2011. Na albu se podílelo mnoho známých hudebníků, mezi které patří například Chris Squire ze skupiny Yes nebo Simon Phillips, který spolupracoval s mnoha umělci.

## Seznam skladeb
| Pořadí         | Název                                    | Délka |
| -------------- | ---------------------------------------- | ----- |
| 1.             | Loch Lomond                              | 6:50  |
| 2.             | The Phoenix Flown                        | 2:08  |
| 3.             | Wanderlust                               | 0:44  |
| 4.             | Til These Eyes                           | 2:41  |
| 5.             | Prairie Angel                            | 2:59  |
| 6.             | A Place Called Freedom                   | 5:57  |
| 7.             | Between the Sunset and the Coconut Palms | 3:18  |
| 8.             | Waking to Life                           | 4:50  |
| 9.             | Two Faces of Cairo                       | 5:13  |
| 10.            | Looking for Fantasy                      | 4:33  |
| 11.            | Summer's Breath                          | 1:12  |
| 12.            | Catwalk                                  | 5:44  |
| 13.            | Turn This Island Earth                   | 11:51 |
| Celková délka: | Celková délka:                           | 57:52 |

## Sestava
- Steve Hackett - kytara, harmonika, zpěv
- John Hackett - flétna, zpěv
- Nick Beggs - baskytara, chapman stick
- Simon Phillips - bicí
- Chris Squire - baskytara
- Dick Driver - kontrabas
- Roger King - klávesy
- Amanda Lehmann - kytara, zpěv
- Gary O'Toole - bicí, zpěv
- Richard Stewart - violoncello
- Christine Townsend - housle, viola
- Rob Townsend - saxofon, klarinet